# Az Oregon State Beavers férfikosárlabda-vezetőedzőinek listája

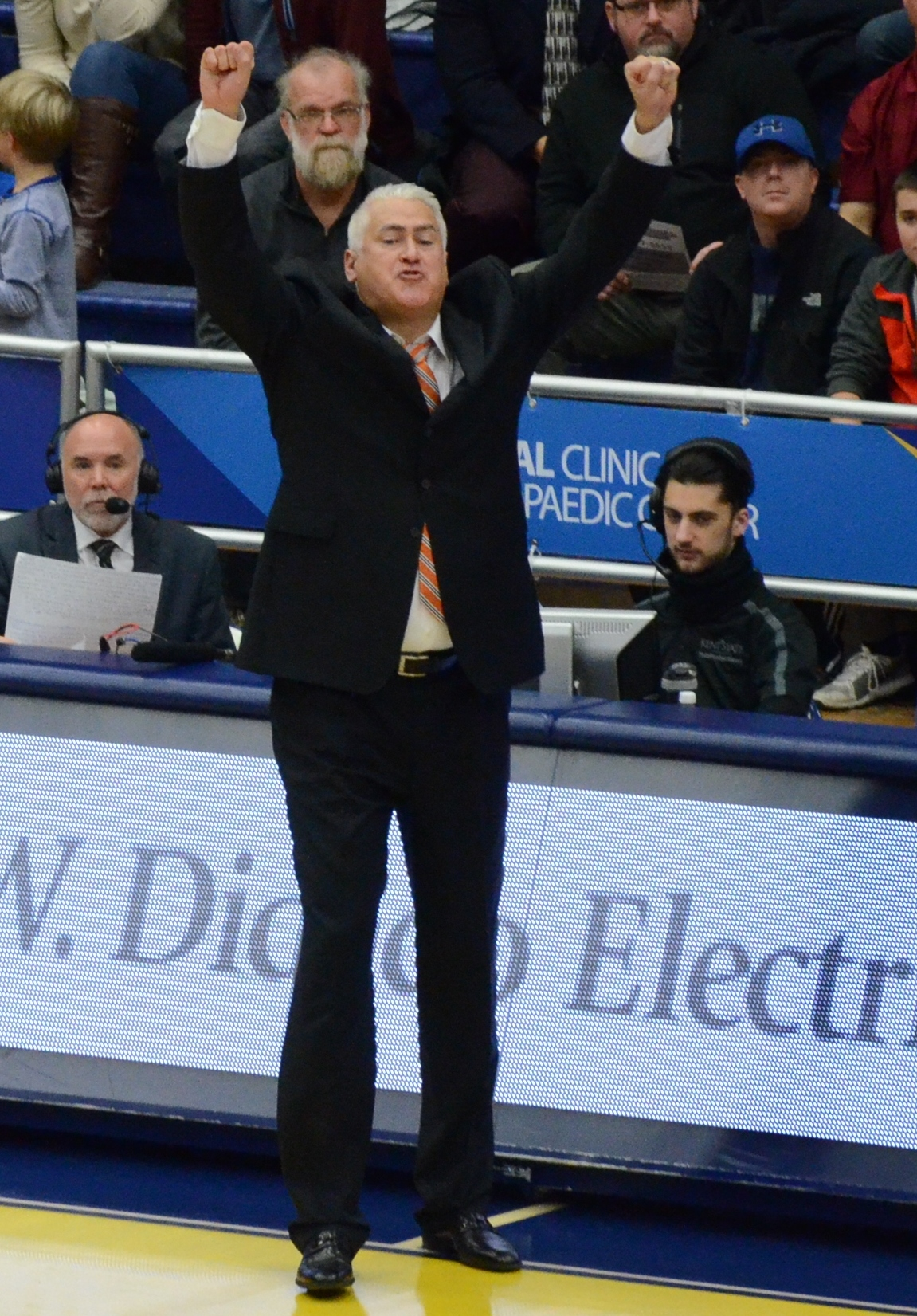
Wayne Tinkle

Az alábbi listán az Oregon State Beavers férfi kosárlabdacsapatának vezetőedzői szerepelnek. Wayne Tinkle-t 2014 májusában vették fel.

## Lista
| Név                   | Évek           | Eredmény  | %     |
| --------------------- | -------------- | --------- | ----- |
| J. B. Patterson       | 1901–1902      | 1–2       | .333  |
| J. W. Viggers         | 1902–1903      | 5–1       | .833  |
| W. O. Trine           | 1903–1907      | 39–7      | .848  |
| Roy Heater            | 1907–1908      | 7–4       | .636  |
| E. D. Angell          | 1908–1910      | 19–8      | .704  |
| Clifford Reed         | 1910–1911      | 3–5       | .375  |
| E. J. Stewart         | 1911–1916      | 67–33     | .670  |
| Everett May           | 1916–1917      | 11–7      | .611  |
| Howard Ray            | 1917–1918      | 15–0      | 1.000 |
| Homer Woodson Hargiss | 1918–1920      | 10–25     | .286  |
| Dick Rutherford       | 1920–1922      | 27–19     | .587  |
| Robert Hager          | 1922–1928      | 115–53    | .685  |
| Slats Gill            | 1928–1964      | 599–392   | .604  |
| Paul Valenti          | 1960 1964–1970 | 91–82     | .526  |
| Ralph Miller          | 1970–1989      | 342–198   | .633  |
| Jimmy Anderson        | 1989–1995      | 79–90     | .467  |
| Eddie Payne           | 1995–2000      | 52–88     | .371  |
| Ritchie McKay         | 2000–2002      | 22–37     | .373  |
| Jay John              | 2002–2008      | 72–97     | .426  |
| Kevin Mouton          | 2008           | 0–13      | .000  |
| Craig Robinson        | 2008–2014      | 94–105    | .472  |
| Wayne Tinkle          | 2014–          | 127–158   | .446  |
| Összesen:             | Összesen:      | 1797–1425 | .558  |

## Fordítás
- Ez a szócikk részben vagy egészben  a   List of Oregon State Beavers men's basketball head coaches című angol Wikipédia-szócikk ezen változatának fordításán alapul.  Az eredeti cikk szerkesztőit annak laptörténete sorolja fel. Ez a jelzés csupán a megfogalmazás eredetét és a szerzői jogokat jelzi, nem szolgál a cikkben szereplő információk forrásmegjelöléseként.